# فولكس فاغن إيوس
فولكس فاغن إيوس (بالإنجليزية: Volkswagen Eos)‏ هي سيارة من إنتاج شركة فولكس فاجن الألمانية وتصميم روبرت ليسنك ، أنتجت عام 2006 وهي كوبيه بأربعة مقاعد، والجدير بالذكر أنها أول سيارة كوبيه تنتج من قبل شركة فولكس فاجن في الألفية الجديدة بعد أن توقف إنتاج آخر سياراتها الكوبيه وهي كورادو عام 1995. ويرجع اسمها «إيوس» إلى اسم أحد الإلهة : إيوس إلهة الفجر عند الإغريق.

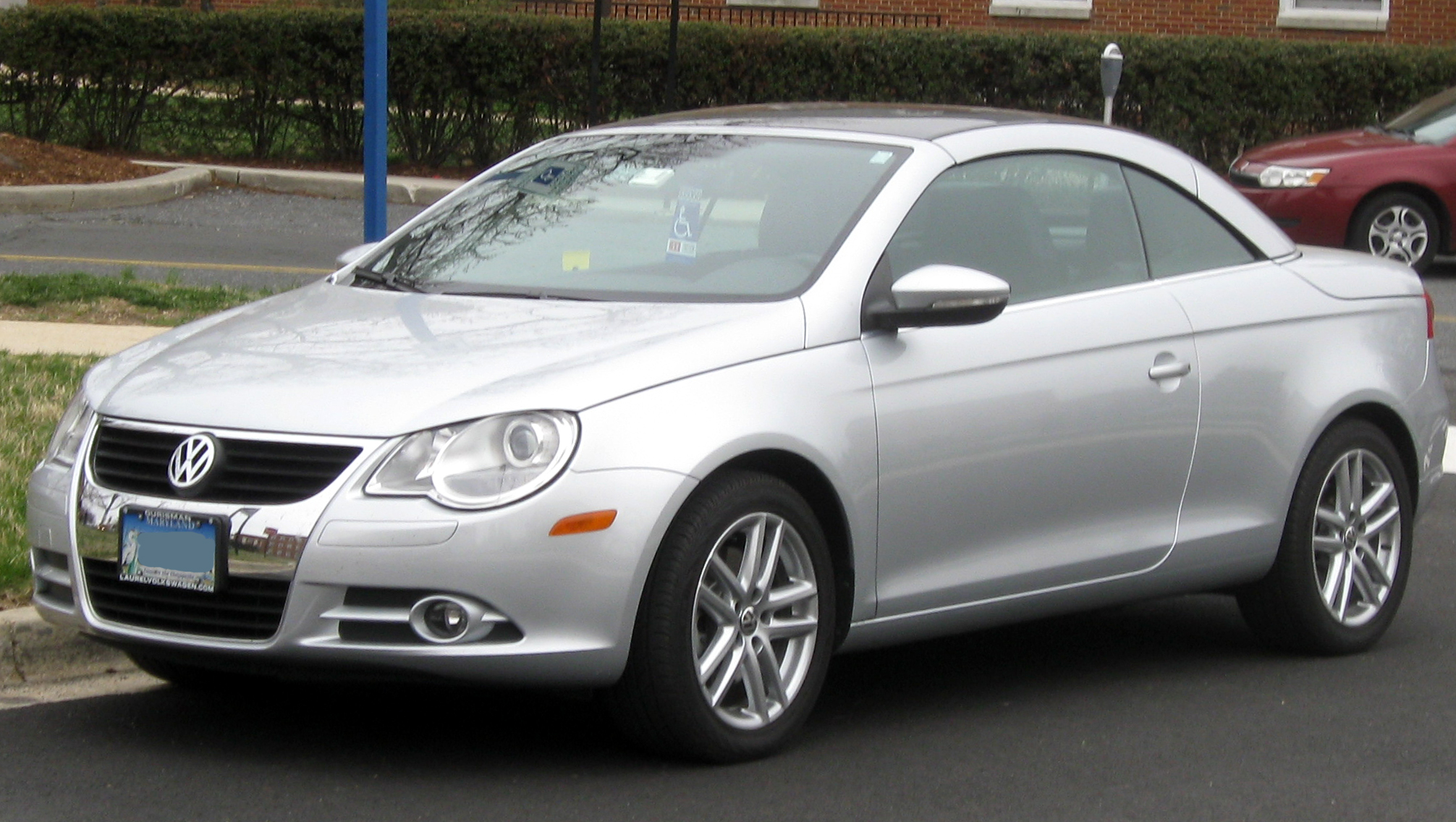
السيارة فولكس فاجن إيوس